# Маямі Блюз
Маямі Блюз — трилер 1990 року.

## Сюжет
Фред Френгер - невиліковний маніяк-вбивця. Відсидівши перший термін у в'язниці спеціального призначення, він виходить на свободу. На привеликий жаль, лікарі зуміли тільки зняти симптоми, але не зуміли вилікувати хворобу. Бажання вбивати досить швидко повертається до нього, і криваву м'ясорубку в Маямі зупинити вже неможливо. На пошуки маніяка вирушає старий досвідчений поліцейський сержант Гок Мозлі.